# G7 Welcoming Committee Records
G7 Welcoming Committee Records — канадский независимый лейбл звукозаписи, из города Виннипег провинции Манитоба. Существовал в 1997-2008 годах, выпустил около 50 альбомов.
Основан Крисом Ханной и Йордом Самолески из панк-группы Propagandhi и их другом Regal в 1997 году.
Лейбл прекратил свою деятельность в апреле 2008 года, но в 2010 году выпустил трехтрековый мини-альбом с песнями Propagandhi с 1993 по 1996 год в качестве пособия для Partners In Health.
Следующие артисты выпустили альбомы на G7:
- Bakunin's Bum
- ...But Alive
- Che: Chapter 127
- Clann Zú
- Consolidated
- GFK
- Giant Sons
- Head Hits Concrete
- Hiretsukan
- The (International) Noise Conspiracy[1]
- I Spy
- Jamaica Plain
- Greg MacPherson
- Malefaction
- Mico
- Painted Thin
- Propagandhi
- Randy
- The Rebel Spell
- Red Fisher
- Rhythm Activism
- John K. Samson
- Subhumans
- Submission Hold
- Swallowing Shit
- warsawpack[5]
- The Weakerthans